# Сухарниця

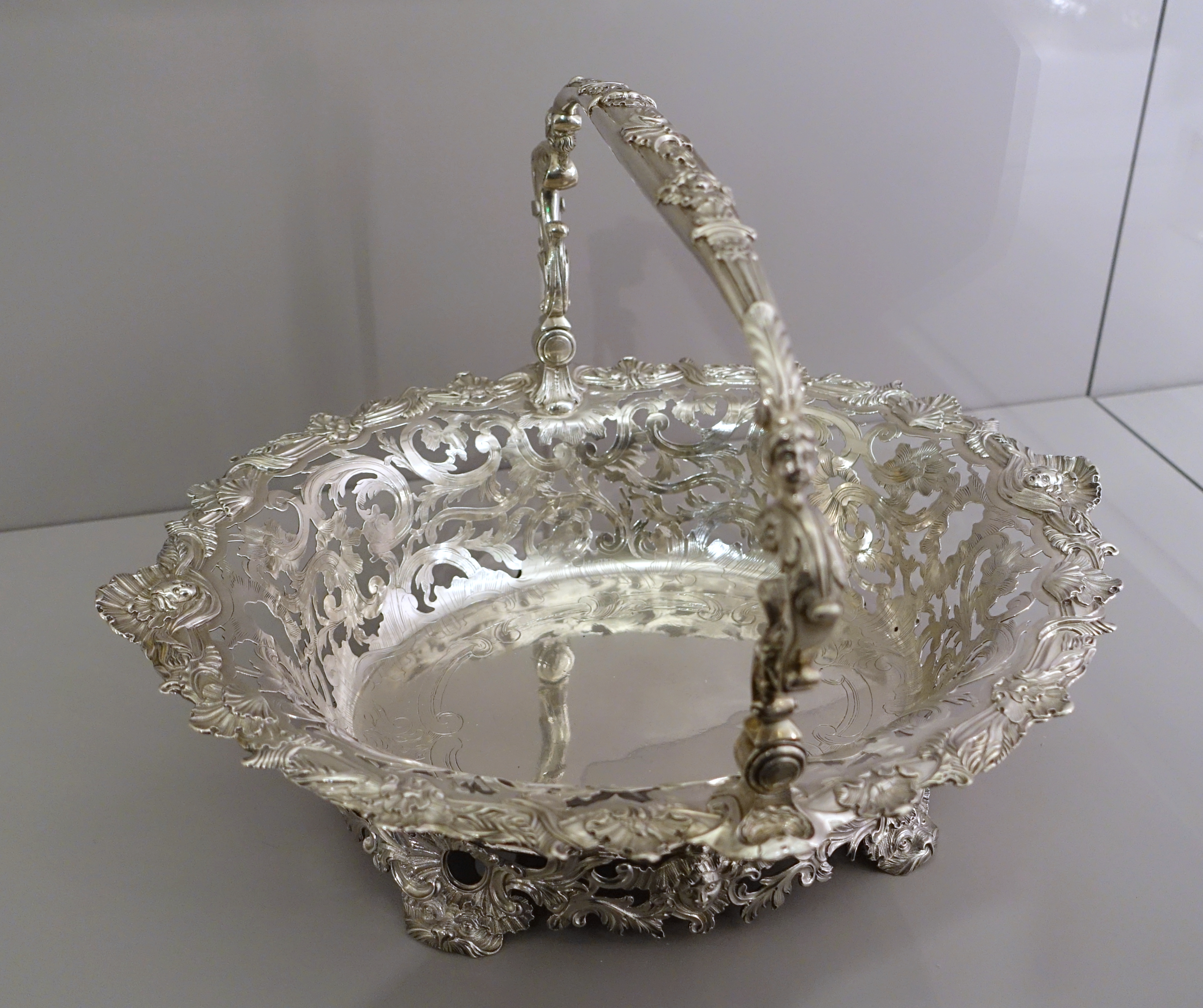
Срібна сухарниця XVIII ст.

Суха́рниця — плоский виріб різної форми, призначений для подачі до столу хлібобулочних та кондитерських виробів, предмет столового посуду, призначений для сервірування сухарів або печива.
При сервіруванні чайного столу сухарниці ставлять по обидва боки від центру, займаного вазою з фруктами, вздовж столу, кондитерські вироби в сухарниці рекомендується накривати серветкою.
Популярна в основному в міському побуті, ваза-сухарниця зазвичай має вигляд широкої тарілки на підставці, із загнутими вгору краями. Часто має ручку, яка зазвичай виготовлена з металу, візерунок нанесений за допомогою гравіювання чи карбування.
Сухарниці також виробляють у формі плетеного кошика або його імітації з металу, порцеляни, фаянсу. У середині ХІХ сторіччя на фабриці І. Губкіна була виготовлена срібна сухарниця, позолочена під солому, з імітацією накинутої серветки. Після успіху на виставці 1861 року подібні вироби почали випускати й інші фабрики.